# Fontenois-lès-Montbozon
Fontenois-lès-Montbozon – miejscowość i gmina we Francji, w regionie Burgundia-Franche-Comté, w departamencie Górna Saona.
Według danych na rok 1990 gminę zamieszkiwały 273 osoby, a gęstość zaludnienia wynosiła 19 osób/km² (wśród 1786 gmin Franche-Comté Fontenois-lès-Montbozon plasuje się na 476. miejscu pod względem liczby ludności, natomiast pod względem powierzchni na miejscu 229.).